# Gran Premio di Macao 2023
Il Gran Premio di Macao 2023 è stata la 70ª edizione della corsa tenuta sul Circuito cittadino di Guia, e si è disputata nel weekend tra il 16 e il 19 novembre. Da questa edizione si è tornato ad utilizzare vetture di Formula 3 e ad avere valenza di FIA Formula 3 World Cup, dopo che nelle ultime tre edizioni, a causa della Pandemia di COVID-19, si è corso con vetture di Formula 4 del campionato cinese. Per la seconda volta vengono utilizzate le Formula 3 costruite da Dallara e motorizzate Mecachrome utilizzate anche nel campionato FIA Formula 3.
Negli stessi giorni, sul Circuito di Guia, si svolgono anche la Coppa del Mondo FIA GT e la Guia Race del TCR World Tour.

## Programma
| Data                  | Time (locale: UTC+8) | Time (Italia) | Evento                 |
| --------------------- | -------------------- | ------------- | ---------------------- |
| giovedì, 16 novembre  | 09:00                | 02:00         | Prove Libere 1         |
| giovedì, 16 novembre  | 15:15                | 08:15         | Qualifiche 1           |
| venerdì, 17 novembre  | 09:30                | 02:30         | Prove Libere 2         |
| venerdì, 17 novembre  | 15:05                | 08:05         | Qualifiche 2           |
| sabato, 18 novembre   | 15:50                | 08:50         | Gara di qualificazione |
| domenica, 19 novembre | 15:30                | 08:30         | Gara                   |
| Note :                |                      |               |                        |

In Italia tutte le sessioni sono trasmesse sul canale YouTube di Parc Fermé.

## Piloti e team
Al Gran Premio sono iscritti nove dei dieci team partecipanti al Campionato FIA di Formula 3. L'unico assente è il team PHM Racing. La Prema, come nelle edizioni passate, viene supportata dal team di Hong Kong, Theodore Racing.
Sono presenti due piloti già vincitori a Macao, ossia Richard Verschoor, pilota di Formula 2 nel team MP Motorsport e campione nel 2019, che corre con Trident, e Dan Ticktum, bi-campione nel 2017 e 2018 e impegnato a tempo pieno in Formula E con il team ERT, che corre con Carlin.
Oltre a Verschoor sono altri tre piloti provenienti della Formula 2, ossia Zane Maloney, Roman Staněk e Isack Hadjar.
Tra i piloti impegnati in Formula 3 nel 2023, restano nel team con cui hanno corso il campionato Dino Beganovic e Paul Aron in Prema, Luke Browning in Hitech, Pepe Marti in Campos, Tommy Smith in Van Amersfoort, Nikola Tsolov in ART e Mari Boya in MP Motorsport.
Cambiano team rispetto a quello con cui hanno corso in Formula 3: Max Esterson, che dopo aver corso due gare in Carlin passa a Jenzer, Gabriele Minì, che da Hitech passa a Prema, Sebastian Montoya, che da Hitech passa a Campos, Oliver Goethe, che da Trident passa a Campos, Sophia Floersch, che da PHM passa a Van Amersfoort, e Christian Mansell, che da Campos passa a ART.
Per quanto riguarda i piloti che non hanno mai corso in Formula 3; Ugo Ugochuckwu vicecampione della Formula 4 italiana 2023 e campione della Euro 4 2023 passa in Trident, Noel León, campione della Euroformula Open 2023 passa in Van Amersfoort, Charlie Wurz e Matias Zagazeta, provenienti dalla Formula Regional europea, passano entrambi in Jenzer, e infine Alex Dunne, vicecampione 2023 della GB3, va a correre in Hitech.
Il 30 ottobre 2023 la ART Grand Prix annuncia di aver sostituito Gregoire Saucy, inizialmente confermato, con Laurens Van Hoepen. Il 6 novembre il team MP Motorsport completa la sua formazione con Marcus Armstrong, pilota impegnato nella IndyCar Series. A causa di un infortunio, Franco Colapinto è costretto ha saltare il Gran Premio. Pertanto, il team MP lo sostituisce con Dennis Hauger, pilota di Formula 2.

### Tabella riassuntiva
| Team                      | Nº | Pilota             |
| ------------------------- | -- | ------------------ |
| Trident                   | 1  | Richard Verschoor  |
| Trident                   | 2  | Roman Staněk       |
| Trident                   | 3  | Ugo Ugochukwu      |
| Jenzer Motorsport         | 4  | Max Esterson       |
| Jenzer Motorsport         | 5  | Charlie Wurz       |
| Jenzer Motorsport         | 6  | Matias Zagazeta    |
| SJM Theodore Prema Racing | 8  | Dino Beganovic     |
| SJM Theodore Prema Racing | 9  | Gabriele Minì      |
| SJM Theodore Prema Racing | 10 | Paul Aron          |
| Hitech Pulse-Eight        | 11 | Luke Browning      |
| Hitech Pulse-Eight        | 12 | Isack Hadjar       |
| Hitech Pulse-Eight        | 14 | Alex Dunne         |
| Campos Racing             | 15 | Pepe Martí         |
| Campos Racing             | 16 | Sebastián Montoya  |
| Campos Racing             | 17 | Oliver Goethe      |
| Van Amersfoort Racing     | 18 | Noel León          |
| Van Amersfoort Racing     | 19 | Sophia Flörsch     |
| Van Amersfoort Racing     | 20 | Tommy Smith        |
| ART Grand Prix            | 21 | Laurens Van Hoepen |
| ART Grand Prix            | 22 | Christian Mansell  |
| ART Grand Prix            | 23 | Nikola Tsolov      |
| Rodin Carlin              | 24 | Zane Maloney       |
| Rodin Carlin              | 25 | Dan Ticktum        |
| MP Motorsport             | 27 | Dennis Hauger      |
| MP Motorsport             | 28 | Mari Boya          |
| MP Motorsport             | 29 | Marcus Armstrong   |

- Tutti i team utilizzano telaio Dallara F3 2019, motore Mecachrome e pneumatici Pirelli.

## Qualifiche

### Q1 e Q2
Le qualifiche sono divise in Q1 e Q2, i risultati combinati nelle due sessioni forniranno l’ordine di partenza della Gara di qualifica. 
| #     | Pilota             | Team                      | Tempo Q1 | Pos. | Tempo Q2 | Pos. | Griglia |
| ----- | ------------------ | ------------------------- | -------- | ---- | -------- | ---- | ------- |
| 11    | Luke Browning      | Hitech Pulse-Eight        | 2:06.018 | 2    | 2:05.435 | 1    | 1       |
| 9     | Gabriele Minì      | SJM Theodore Prema Racing | 2:05.521 | 1    | 2:05.441 | 2    | 2       |
| 8     | Dino Beganovic     | SJM Theodore Prema Racing | 2:06.131 | 3    | 2:05.518 | 3    | 3       |
| 12    | Isack Hadjar       | Hitech Pulse-Eight        | 2:06.364 | 6    | 2:05.557 | 4    | 4       |
| 29    | Marcus Armstrong   | MP Motorsport             | 2:06.714 | 7    | 2:05.732 | 5    | 5       |
| 14    | Alex Dunne         | Hitech Pulse-Eight        | 2:06.158 | 5    | 2:05.755 | 6    | 6       |
| 17    | Oliver Goethe      | Campos Racing             | 2:06.834 | 9    | 2:06.092 | 7    | 7       |
| 27    | Dennis Hauger      | MP Motorsport             | 2:06.135 | 4    | 2:06.643 | 14   | 8       |
| 3     | Ugo Ugochukwu      | Trident                   | 2:08.280 | 19   | 2:06.167 | 8    | 9       |
| 28    | Mari Boya          | MP Motorsport             | 2:07.946 | 17   | 2:06.192 | 9    | 10      |
| 15    | Pepe Martí         | Campos Racing             | 2:08.034 | 18   | 2:06.264 | 10   | 11      |
| 1     | Richard Verschoor  | Trident                   | 2:07.064 | 11   | 2:06.323 | 11   | 12      |
| 25    | Dan Ticktum        | Rodin Carlin              | 2:06.985 | 10   | 2:06.460 | 12   | 13      |
| 10    | Paul Aron          | SJM Theodore Prema Racing | 2:07.108 | 12   | 2:06.475 | 13   | 14      |
| 23    | Nikola Tsolov      | ART Grand Prix            | 2:06.755 | 8    | No Tempo | 26   | 15      |
| 24    | Zane Maloney       | Rodin Carlin              | 2:07.834 | 16   | 2:06.789 | 15   | 16      |
| 19    | Sophia Flörsch     | Van Amersfoort Racing     | 2:08.966 | 24   | 2:06.912 | 16   | 17      |
| 6     | Charlie Wurz       | Jenzer Motorsport         | 2:07.353 | 13   | 2:07.219 | 17   | 18      |
| 18    | Noel León          | Van Amersfoort Racing     | 2:07.368 | 14   | 2:07.504 | 19   | 19      |
| 2     | Roman Staněk       | Trident                   | 2:07.570 | 15   | 2:07.433 | 18   | 20      |
| 5     | Max Esterson       | Jenzer Motorsport         | 2:08.429 | 21   | 2:07.507 | 20   | 21      |
| 21    | Laurens van Hoepen | ART Grand Prix            | 2:08.651 | 22   | 2:07.540 | 21   | 22      |
| 16    | Sebastián Montoya  | Campos Racing             | 2:44.434 | 26   | 2:07.656 | 22   | 23      |
| 22    | Christian Mansell  | ART Grand Prix            | 2:08.329 | 20   | 2:08.049 | 23   | 24      |
| 7     | Matías Zagazeta    | Jenzer Motorsport         | 2:08.769 | 23   | 2:08.489 | 24   | 25      |
| 20    | Tommy Smith        | Van Amersfoort Racing     | 2:09.071 | 25   | 2:10.226 | 25   | 26      |
| Note: |                    |                           |          |      |          |      |         |

### Gara di Qualifica
La gara di qualifica è di 10 giri e determina la griglia di partenza della Gara. 
| Pos                                 | #  | Pilota             | Team                      | Giri | Tempo     | Griglia |
| ----------------------------------- | -- | ------------------ | ------------------------- | ---- | --------- | ------- |
| 1                                   | 11 | Luke Browning      | Hitech Pulse-Eight        | 10   | 26:52.318 | 1       |
| 2                                   | 14 | Alex Dunne         | Hitech Pulse-Eight        | 10   | +2.097    | 6       |
| 3                                   | 9  | Gabriele Minì      | SJM Theodore Prema Racing | 10   | +4.441    | 2       |
| 4                                   | 8  | Dino Beganovic     | SJM Theodore Prema Racing | 10   | +5.339    | 3       |
| 5                                   | 27 | Dennis Hauger      | MP Motorsport             | 10   | +10.936   | 8       |
| 6                                   | 28 | Mari Boya          | MP Motorsport             | 10   | +13.082   | 10      |
| 7                                   | 10 | Paul Aron          | SJM Theodore Prema Racing | 10   | +13.877   | 14      |
| 8                                   | 15 | Pepe Martí         | Campos Racing             | 10   | +17.224   | 11      |
| 9                                   | 12 | Isack Hadjar       | Hitech Pulse-Eight        | 10   | +17.648   | 4       |
| 10                                  | 24 | Zane Maloney       | Rodin Carlin              | 10   | +19.620   | 16      |
| 11                                  | 6  | Charlie Wurz       | Jenzer Motorsport         | 10   | +20.946   | 18      |
| 12                                  | 1  | Richard Verschoor  | Trident                   | 10   | +21.490   | 12      |
| 13                                  | 23 | Nikola Tsolov      | ART Grand Prix            | 10   | +22.390   | 15      |
| 14                                  | 21 | Laurens van Hoepen | ART Grand Prix            | 10   | +24.804   | 22      |
| 15                                  | 19 | Sophia Flörsch     | Van Amersfoort Racing     | 10   | +25.505   | 17      |
| 16                                  | 5  | Max Esterson       | Jenzer Motorsport         | 10   | +26.184   | 21      |
| 17                                  | 18 | Noel León          | Van Amersfoort Racing     | 10   | +26.610   | 19      |
| 18                                  | 16 | Sebastián Montoya  | Campos Racing             | 10   | +27.535   | 23      |
| 19                                  | 2  | Roman Staněk       | Trident                   | 10   | +28.329   | 20      |
| 20                                  | 22 | Christian Mansell  | ART Grand Prix            | 10   | +28.896   | 24      |
| 21                                  | 17 | Oliver Goethe      | Campos Racing             | 10   | +29.894   | 7       |
| 22                                  | 29 | Marcus Armstrong   | MP Motorsport             | 10   | +30.515   | 5       |
| 23                                  | 20 | Tommy Smith        | Van Amersfoort Racing     | 10   | +34.908   | 26      |
| 24                                  | 7  | Matías Zagazeta    | Jenzer Motorsport         | 10   | +37.750   | 25      |
| 25                                  | 25 | Dan Ticktum        | Rodin Carlin              | 1    | Ritirato  | 13      |
| 26                                  | 3  | Ugo Ugochukwu      | Trident                   | 1    | Ritirato  | 9       |
| Giro veloce: Luke Browning 2:06.257 |    |                    |                           |      |           |         |
| Note:                               |    |                    |                           |      |           |         |

## Gara
La gara e formata da 12 giri. 
| Pos                                 | #  | Pilota             | Team                      | Giri | Tempo    | Griglia |
| ----------------------------------- | -- | ------------------ | ------------------------- | ---- | -------- | ------- |
| 1                                   | 11 | Luke Browning      | Hitech Pulse-Eight        | 15   |          | 1       |
| 2                                   | 27 | Dennis Hauger      | MP Motorsport             | 15   | +0.347   | 5       |
| 3                                   | 9  | Gabriele Minì      | SJM Theodore Prema Racing | 15   | 0.699    | 3       |
| 4                                   | 28 | Mari Boya          | MP Motorsport             | 15   | 1.038    | 6       |
| 5                                   | 15 | Pepe Martí         | Campos Racing             | 15   | 1.309    | 8       |
| 6                                   | 1  | Richard Verschoor  | Trident                   | 15   | 1.759    | 12      |
| 7                                   | 12 | Isack Hadjar       | Hitech Pulse-Eight        | 15   | 2.349    | 9       |
| 8                                   | 24 | Zane Maloney       | Rodin Carlin              | 15   | 2.538    | 10      |
| 9                                   | 17 | Oliver Goethe      | Campos Racing             | 15   | 2.820    | 21      |
| 10                                  | 21 | Laurens van Hoepen | ART Grand Prix            | 15   | 3.008    | 14      |
| 11                                  | 19 | Sophia Flörsch     | Van Amersfoort Racing     | 15   | 3.398    | 15      |
| 12                                  | 2  | Roman Staněk       | Trident                   | 15   | 2.969    | 19      |
| 13                                  | 25 | Dan Ticktum        | Rodin Carlin              | 15   | 4.731    | 25      |
| 14                                  | 20 | Tommy Smith        | Van Amersfoort Racing     | 15   | 5.012    | 23      |
| 15                                  | 3  | Ugo Ugochukwu      | Trident                   | 15   | 5.130    | 26      |
| 16                                  | 22 | Christian Mansell  | ART Grand Prix            | 15   | 5.479    | 20      |
| 17                                  | 7  | Matías Zagazeta    | Jenzer Motorsport         | 15   | 5.731    | 24      |
| 18                                  | 29 | Marcus Armstrong   | MP Motorsport             | 15   | 6.861    | 22      |
| 19                                  | 18 | Noel León          | Van Amersfoort Racing     | 15   | 7.640    | 17      |
| 20                                  | 5  | Max Esterson       | Jenzer Motorsport         | 15   | 8.221    | 16      |
| Rit                                 | 14 | Alex Dunne         | Hitech Pulse-Eight        | 11   | Ritirato | 2       |
| Rit                                 | 8  | Dino Beganovic     | SJM Theodore Prema Racing | 10   | Ritirato | 4       |
| Rit                                 | 10 | Paul Aron          | SJM Theodore Prema Racing |      | Ritirato | 7       |
| Rit                                 | 6  | Charlie Wurz       | Jenzer Motorsport         |      | Ritirato | 11      |
| Rit                                 | 23 | Nikola Tsolov      | ART Grand Prix            |      | Ritirato | 13      |
| Rit                                 | 16 | Sebastián Montoya  | Campos Racing             |      | Ritirato | 18      |
| Giro veloce: Luke Browning 2:06.647 |    |                    |                           |      |          |         |
| Note:                               |    |                    |                           |      |          |         |